# Benjamin D. Santer
Benjamin David Santer (Washington, 3 luglio 1955) è un climatologo statunitense.

## Biografia
All'età di 11 anni, Santer si è trasferito in Germania al seguito della sua famiglia e ha frequentato una scuola per i figli dei militari britannici di stanza in quella nazione. Dopo il diploma ha studiato in Inghilterra all'Università dell’Anglia Orientale, dove si è laureato in scienze ambientali nel 1976. Successivamente ha lavorato come ingegnere progettista per un'impresa tedesca incaricata dello sviluppo di modelli climatici per il governo tedesco, la Comunità Economica Europea e la NATO e come ricercatore associato all’Università dell'Anglia Orientale, dove si è occupato di ricerche commissionate dal Dipartimento dell'energia degli Stati Uniti d'America. Nel 1987 ha conseguito il Ph.D in climatologia all'Università dell’Anglia Orientale. Dopo il dottorato si è recato a lavorare ad Amburgo all'Istituto Max Planck di meteorologia, dove ha trascorso cinque anni. Nel 1992 è ritornato negli Stati Uniti per lavorare come ricercatore al Lawrence Livermore National Laboratory. Nel 2011 è stato nominato membro dell'Accademia nazionale delle scienze degli Stati Uniti d'America e nel 2012 è stato inserito nel consiglio di amministrazione del National Center for Science Education. Santer è autore o coautore di più di 180 articoli scientifici e di dodici capitoli di libri. Si occupa inoltre di divulgazione scientifica dei problemi climatici e scrive per il blog di Scientific American.

## Ricerche e controversie
Santer si è occupato principalmente di analisi statistiche di serie di dati climatici, della rilevazione di forzanti legate ai cambiamenti climatici e del riconoscimento di impronte naturali e antropiche sul clima. Successivamente si è occupato di stabilire se i cambiamenti della temperatura della troposfera previsti dai modelli climatici in uso siano in accordo con le misurazioni della temperatura effettuate dai satelliti.
Nel 1995 Santer ha collaborato alla stesura del Secondo Rapporto del Gruppo intergovernativo sul cambiamento climatico ed è stato l'autore principale del capitolo 8, che trattava la questione del riscaldamento globale. In un articolo pubblicato nel 1996 sul Wall Street Journal, il fisico Frederick Seitz, presidente dell'Istituto George C. Marshall, ha criticato il contenuto del capitolo 8, affermando che erano state apportate modifiche per indurre in errore il pubblico e i politici facendogli credere che le prove scientifiche dimostrino che le attività umane stanno causando il riscaldamento globale. Accuse simili sono state avanzate dalla Global Climate Coalition (GCC), un consorzio di interessi industriali che si occupava delle questioni climatiche e dei relativi aspetti economici, che ha accusato Santer di "pulizia scientifica". Santer e altri quaranta scienziati hanno risposto affermando che tutte le regole procedurali dell’IPCC sono state rispettate e che tali procedure richiedevano modifiche alla bozza in risposta ai commenti di governi, singoli scienziati e organizzazioni non governative. Santer e colleghi hanno chiarito che le due versioni del capitolo 8 (precedente e successiva alle modifiche) erano ugualmente caute nelle loro dichiarazioni; che circa il 20% del capitolo 8 è dedicato alla discussione delle incertezze nelle stime della variabilità climatica naturale e del contributo delle attività umane al riscaldamento globale; che entrambe le versioni del capitolo sono giunte alla stessa conclusione: "Presi insieme, questi risultati indicano un'influenza umana sul clima".
Nel 2007 il fisico David Douglass ha pubblicato un articolo, scritto insieme agli scienziati scettici John Christy e Fred Singer, in cui si metteva in dubbio l'affidabilità dei modelli climatici più comunemente usati dall'IPCC per valutare il riscaldamento globale: tali modelli sarebbero in disaccordo in maniera statisticamente significativa con le misurazioni effettuate da satelliti e palloni meteorologici. Santer ha condotto un nuovo studio con un gruppo di 17 scienziati da lui guidato, usando nuove osservazioni da satelliti e palloni meteorologici unitamente a metodi statistici più appropriati, ottenendo risultati diversi che davano ragione all’IPCC. Nell'articolo pubblicato nel 2008 da Santer e colleghi, si evidenzia che lo studio di Douglass e colleghi era arrivato a conclusioni errate a causa dell'uso di dati di osservazioni più vecchi e di una metodologia statistica non appropriata.